# تاکو فان هونرت
تاکو فان هونرت (انگلیسی: Taco van den Honert؛ زادهٔ ۱۴ فوریهٔ ۱۹۶۶) بازیکن هاکی روی چمن اهل هلند بود.